# José López Uraga
José Benito Patricio Gabriel López Uraga (Valladolid, hoy Morelia, Michoacán, 17 de marzo de 1808-San Francisco, California, 4 de febrero de 1885) fue un militar mexicano que combatió en la guerra de Reforma, así como en la Segunda Intervención Francesa en México.

## Biografía
Nace en Valladolid, hoy Morelia, Michoacán, el 17 de marzo de 1808, siendo hijo de José Benito López Fernández y de María de la Luz Uraga y Gutiérrez. Participó en la guerra contra Estados Unidos; estuvo a cargo de la defensa del Fortín de la Ciudadela, la única fortificación externa que no fue tomada por los estadounidenses durante la batalla de Monterrey, cuando el general Pedro Ampudia le ordena entregar la fortaleza no estuvo de acuerdo, aunque no tuvo más remedio que obedecer órdenes.
Promueve el Plan de Tolimán, es hecho prisionero y huye a Estados Unidos, al regresar se integra a los liberales durante la guerra de Reforma, pierde una pierna en combate y es hecho prisionero en Guadalajara por los conservadores. Fue condecorado por el general Pedro Ogazón por los servicios prestados al estado de Jalisco.
Una vez liberado el 13 de abril de 1853 se le otorga el cargo de enviado extraordinario y ministro plenipotenciario en Alemania presentando sus credenciales de embajador de México ante el rey de Prusia el 3 de septiembre de 1853 y el 23 de octubre de 1853 lo hace ante el de rey de Sajonia, finalizando su misión diplomática el 12 de noviembre de 1855.
En el año de 1857 es beneficiado por Don Benito Juárez otorgándole las Islas Marías con la condición de no venderlas o rentarlas a ningún extranjero. 
Al iniciar la intervención francesa, es jefe del Ejército de Oriente. El 9 de febrero de 1862 es removido del cargo y sustituido por Ignacio Zaragoza. En 1864 es comandante general en el estado de Jalisco y general en jefe del Ejército del Centro, lo que lo enfrenta al coronel Antonio Rojas y lo obliga a regresar a la Ciudad de México; el 26 de julio de ese año, abandona el mando para ponerse a las órdenes del Imperio Mexicano. Cuando Carlota Amalia sale a Europa a buscar apoyo para su esposo, López Uraga viaja como jefe de escolta hecho que provocó se le considerara traidor a la patria y le revocaron la propiedad de las islas que pasaron a ser patrimonio de la nación.
Al triunfo de la República y debido a la Ley de amnistía emitida por el gobierno de Don Benito Juárez, el ex-general López Uraga recuperó la propiedad de las islas Marías en el año de 1878. Más pronto que tarde las islas fueron vendidas en 1879 a Don Manuel Carpena vecino de Tepic, Nayarit por 45 mil pesos. 
Posteriormente López Uraga vive desterrado muriendo en San Francisco, California, el 4 de febrero de 1885.
- Datos: Q5941894
- Multimedia: José López Uraga / Q5941894